# Chronologiczna lista szefów rządów Albanii

## Chronologiczna lista

### Tymczasowy Rząd Albanii(1912–1914)
| #                                                                | Imię i Nazwisko           | Portret | Kadencja       | Kadencja         | Partia polityczna | Partia polityczna | Rząd |
| #                                                                | Imię i Nazwisko           | Portret | Od             | Do               | Partia polityczna | Partia polityczna | Rząd |
| ---------------------------------------------------------------- | ------------------------- | ------- | -------------- | ---------------- | ----------------- | ----------------- | ---- |
| Premier 1912 - 1914                                              |                           |         |                |                  |                   |                   |      |
| 1                                                                | Ismail Qemali (1844–1919) |         | 4 grudnia 1912 | 22 stycznia 1914 |                   | Bezpartyjny       | •    |
| Międzynarodowa Komisja Kontroli 22 stycznia 1914 - 15 marca 1914 |                           |         |                |                  |                   |                   |      |

### Księstwo Albanii(1914–1925)
| #                                                       | Imię i Nazwisko                  | Portret       | Kadencja                      | Kadencja                      | Partia polityczna | Partia polityczna | Rząd |
| #                                                       | Imię i Nazwisko                  | Portret       | Od                            | Do                            | Partia polityczna | Partia polityczna | Rząd |
| ------------------------------------------------------- | -------------------------------- | ------------- | ----------------------------- | ----------------------------- | ----------------- | ----------------- | ---- |
| Premier 1914 - 1925                                     |                                  |               |                               |                               |                   |                   |      |
| 2                                                       | Turhan Pasza Përmeti (1846–1927) |               | 15 marca 1914                 | 20 maja 1914                  |                   | Bezpartyjny       | 1    |
| 2                                                       | Turhan Pasza Përmeti (1846–1927) | 28 maja 1914  | 3 września 1914               | 2                             |                   | Bezpartyjny       |      |
| 3                                                       | Esad Pasza Toptani (1863–1920)   |               | 5 października 1914           | 24 lutego 1916                |                   | Bezpartyjny       | •    |
| okupacja Austro-Węgier (24 lutego 1916-28 grudnia 1918) |                                  |               |                               |                               |                   |                   |      |
| (2)                                                     | Turhan Pasza Përmeti (1846–1927) |               | 25 grudnia 1918               | 29 stycznia 1920              |                   | Bezpartyjny       | 3    |
| 4                                                       | Sulejman Delvina (1884–1932)     |               | 30 stycznia 1920              | 14 listopada 1920             | •                 | Bezpartyjny       |      |
| 5                                                       | Ilias Vrioni (1882–1932)         |               | 15 listopada 1920             | 1 lipca 1921                  | 1                 | Bezpartyjny       |      |
| 5                                                       | Ilias Vrioni (1882–1932)         | 11 lipca 1921 | 16 października 1921          | 2                             |                   | Bezpartyjny       |      |
| 6                                                       | Pandeli Evangjeli (1859–1939)    |               | 16 października 1921          | 6 grudnia 1921                | 1                 | Bezpartyjny       |      |
| 7                                                       | Qazim Koculi (1887–1943)         |               | 6 grudnia 1921 (kilka godzin) | 6 grudnia 1921 (kilka godzin) | •                 | Bezpartyjny       |      |
| 8                                                       | Hasan Prishtina (1873–1933)      |               | 7 grudnia 1921                | 12 grudnia 1921               | •                 | Bezpartyjny       |      |
| 9                                                       | Idhomeno Kosturi (1873–1943)     |               | 12 grudnia 1921               | 24 grudnia 1921               | •                 | Bezpartyjny       |      |
| 10                                                      | Xhafer Ypi (1880–1940)           |               | 24 grudnia 1921               | 2 grudnia 1922                |                   | Partia Ludowa     | 1    |
| 11                                                      | Ahmed Zogu (1895–1961)           |               | 2 grudnia 1922                | 25 lutego 1924                | 1                 | Partia Ludowa     |      |
| 12                                                      | Shefqet Verlaçi (1877–1946)      |               | 3 marca 1924                  | 27 maja 1924                  |                   | Partia Postępowa  | 1    |
| (5)                                                     | Ilias Vrioni (1882–1932)         |               | 30 maja 1924                  | 10 czerwca 1924               |                   | Bezpartyjny       | 3    |
| 13                                                      | Fan Noli (1882–1965)             |               | 16 czerwca 1924               | 24 grudnia 1924               |                   | Partia Liberalna  | •    |
| (5)                                                     | Ilias Vrioni (1882–1932)         |               | 24 grudnia 1924               | 5 stycznia 1925               |                   | Bezpartyjny       | 4    |
| (11)                                                    | Ahmed Zogu (1895–1961)           |               | 6 stycznia 1925               | 31 stycznia 1925              | 2                 | Bezpartyjny       |      |

### Republika Albanii(1925–1928)
| #                     | Imię i Nazwisko        | Portret              | Kadencja             | Kadencja         | Partia polityczna | Partia polityczna | Rząd |
| #                     | Imię i Nazwisko        | Portret              | Od                   | Do               | Partia polityczna | Partia polityczna | Rząd |
| --------------------- | ---------------------- | -------------------- | -------------------- | ---------------- | ----------------- | ----------------- | ---- |
| Prezydent 1925 - 1928 |                        |                      |                      |                  |                   |                   |      |
| (11)                  | Ahmed Zogu (1895–1961) |                      | 1 lutego 1925        | 23 września 1925 |                   | bezpartyjny       | 3    |
| (11)                  | Ahmed Zogu (1895–1961) | 28 września 1925     | 10 lutego 1927       | 4                |                   | bezpartyjny       |      |
| (11)                  | Ahmed Zogu (1895–1961) | 12 lutego 1927       | 21 października 1927 | 5                |                   | bezpartyjny       |      |
| (11)                  | Ahmed Zogu (1895–1961) | 24 października 1927 | 10 maja 1928         | 6                |                   | bezpartyjny       |      |
| (11)                  | Ahmed Zogu (1895–1961) | 11 maja 1928         | 1 września 1928      | 7                |                   | bezpartyjny       |      |

### Królestwo Albanii(1928–1944)
| #                   | Imię i Nazwisko               | Portret          | Kadencja             | Kadencja         | Partia polityczna | Partia polityczna | Rząd |
| #                   | Imię i Nazwisko               | Portret          | Od                   | Do               | Partia polityczna | Partia polityczna | Rząd |
| ------------------- | ----------------------------- | ---------------- | -------------------- | ---------------- | ----------------- | ----------------- | ---- |
| Premier 1928 - 1939 |                               |                  |                      |                  |                   |                   |      |
| 14                  | Kosta Kotta (1889–1949)       |                  | 5 września 1928      | 5 marca 1930     |                   | Bezpartyjny       | 1    |
| (6)                 | Pandeli Evangjeli (1859–1939) |                  | 6 marca 1930         | 11 kwietnia 1931 | 2                 | Bezpartyjny       |      |
| (6)                 | Pandeli Evangjeli (1859–1939) | 20 kwietnia 1931 | 7 grudnia 1932       | 3                |                   | Bezpartyjny       |      |
| (6)                 | Pandeli Evangjeli (1859–1939) | 11 stycznia 1933 | 16 października 1935 | 4                |                   | Bezpartyjny       |      |
| 15                  | Mehdi Frashëri (1872–1963)    |                  | 21 października 1935 | 7 listopada 1936 | •                 | Bezpartyjny       |      |
| (14)                | Kosta Kotta (1889–1949)       |                  | 9 listopada 1936     | 8 kwietnia 1939  | 3                 | Bezpartyjny       |      |

#### Włoska okupacja(1939–1943)
| #                   | Imię i Nazwisko             | Portret | Kadencja         | Kadencja         | Partia polityczna | Partia polityczna | Rząd |
| #                   | Imię i Nazwisko             | Portret | Od               | Do               | Partia polityczna | Partia polityczna | Rząd |
| ------------------- | --------------------------- | ------- | ---------------- | ---------------- | ----------------- | ----------------- | ---- |
| Premier 1939 - 1943 |                             |         |                  |                  |                   |                   |      |
| (10)                | Xhafer Ypi (1880–1940)      |         | 9 kwietnia 1939  | 12 kwietnia 1939 |                   | PFSh              | 2    |
| (12)                | Shefqet Verlaçi (1877–1946) |         | 21 kwietnia 1939 | 3 grudnia 1941   | 2                 | PFSh              |      |
| 16                  | Mustafa Merlika (1887–1958) |         | 3 grudnia 1941   | 19 stycznia 1943 | •                 | PFSh              |      |
| 17                  | Eqrem Libohova (1882–1948)  |         | 19 stycznia 1943 | 12 lutego 1943   | 1                 | PFSh              |      |
| 18                  | Maliq Bushati (1880–1946)   |         | 12 lutego 1943   | 28 kwietnia 1943 | •                 | PFSh              |      |
| (17)                | Eqrem Libohova (1882–1948)  |         | 28 kwietnia 1943 | 9 września 1943  | 2                 | PFSh              |      |

#### Niemiecka okupacja(1943–1944)
| #                   | Imię i Nazwisko              | Portret | Kadencja             | Kadencja             | Partia polityczna | Partia polityczna | Rząd |
| #                   | Imię i Nazwisko              | Portret | Od                   | Do                   | Partia polityczna | Partia polityczna | Rząd |
| ------------------- | ---------------------------- | ------- | -------------------- | -------------------- | ----------------- | ----------------- | ---- |
| Premier 1943 - 1944 |                              |         |                      |                      |                   |                   |      |
| -                   | Ibrahim Biçaku (1905–1972)   |         | 20 września 1943     | 24 października 1943 |                   | Balli Kombëtar    | -    |
| -                   | Mehdi Frashëri (1872–1963)   |         | 24 października 1943 | 3 listopada 1943     | -                 | Balli Kombëtar    |      |
| 19                  | Rexhep Mitrovica (1888–1967) |         | 5 listopada 1943     | 16 lipca 1944        |                   | Balli Kombëtar    | •    |
| 20                  | Fiqri Dine (1897–1960)       |         | 17 lipca 1944        | 28 sierpnia 1944     | •                 | Balli Kombëtar    |      |
| 21                  | Ibrahim Biçaku (1905–1972)   |         | 6 września 1944      | 25 października 1944 | •                 | Balli Kombëtar    |      |

### Ludowa Socjalistyczna Republika Albanii(1944–1991)
| #                                         | Imię i Nazwisko          | Portret              | Kadencja             | Kadencja             | Partia polityczna | Partia polityczna             | Rząd |
| #                                         | Imię i Nazwisko          | Portret              | Od                   | Do                   | Partia polityczna | Partia polityczna             | Rząd |
| ----------------------------------------- | ------------------------ | -------------------- | -------------------- | -------------------- | ----------------- | ----------------------------- | ---- |
| Przewodniczący Rady Ministrów 1944 - 1991 |                          |                      |                      |                      |                   |                               |      |
| 22                                        | Enver Hoxha (1908–1985)  |                      | 28 maja 1944         | 22 października 1944 |                   | PKSH (do 1948) PPSh (od 1948) | 1    |
| 22                                        | Enver Hoxha (1908–1985)  | 22 października 1944 | 22 marca 1946        | 2                    |                   | PKSH (do 1948) PPSh (od 1948) |      |
| 22                                        | Enver Hoxha (1908–1985)  | 22 marca 1946        | 1 października 1948  | 3                    |                   | PKSH (do 1948) PPSh (od 1948) |      |
| 22                                        | Enver Hoxha (1908–1985)  | 23 listopada 1948    | 16 listopada 1949    | 4                    |                   | PKSH (do 1948) PPSh (od 1948) |      |
| 22                                        | Enver Hoxha (1908–1985)  | 17 listopada 1949    | 4 lipca 1950         | 5                    |                   | PKSH (do 1948) PPSh (od 1948) |      |
| 22                                        | Enver Hoxha (1908–1985)  | 5 lipca 1950         | 5 września 1951      | 6                    |                   | PKSH (do 1948) PPSh (od 1948) |      |
| 22                                        | Enver Hoxha (1908–1985)  | 6 września 1951      | 9 kwietnia 1952      | 7                    |                   | PKSH (do 1948) PPSh (od 1948) |      |
| 22                                        | Enver Hoxha (1908–1985)  | 10 kwietnia 1952     | 31 lipca 1953        | 8                    |                   | PKSH (do 1948) PPSh (od 1948) |      |
| 22                                        | Enver Hoxha (1908–1985)  | 1 sierpnia 1953      | 19 lipca 1954        | 9                    |                   | PKSH (do 1948) PPSh (od 1948) |      |
| 23                                        | Mehmet Shehu (1913–1981) |                      | 19 lipca 1954        | 6 czerwca 1955       | PPSh              | 1                             |      |
| 23                                        | Mehmet Shehu (1913–1981) | 6 czerwca 1955       | 3 czerwca 1956       | 2                    | PPSh              |                               |      |
| 23                                        | Mehmet Shehu (1913–1981) | 4 czerwca 1956       | 3 czerwca 1958       | 3                    | PPSh              |                               |      |
| 23                                        | Mehmet Shehu (1913–1981) | 22 czerwca 1958      | 16 lipca 1962        | 4                    | PPSh              |                               |      |
| 23                                        | Mehmet Shehu (1913–1981) | 17 lipca 1962        | 22 czerwca 1965      | 5                    | PPSh              |                               |      |
| 23                                        | Mehmet Shehu (1913–1981) | 23 czerwca 1965      | 16 marca 1966        | 6                    | PPSh              |                               |      |
| 23                                        | Mehmet Shehu (1913–1981) | 17 marca 1966        | 13 września 1966     | 7                    | PPSh              |                               |      |
| 23                                        | Mehmet Shehu (1913–1981) | 14 września 1966     | 18 listopada 1970    | 8                    | PPSh              |                               |      |
| 23                                        | Mehmet Shehu (1913–1981) | 19 listopada 1970    | 28 października 1974 | 9                    | PPSh              |                               |      |
| 23                                        | Mehmet Shehu (1913–1981) | 29 października 1974 | 11 listopada 1976    | 10                   | PPSh              |                               |      |
| 23                                        | Mehmet Shehu (1913–1981) | 12 listopada 1976    | 26 grudnia 1978      | 11                   | PPSh              |                               |      |
| 23                                        | Mehmet Shehu (1913–1981) | 27 grudnia 1978      | 18 grudnia 1981      | 12                   | PPSh              |                               |      |
| 24                                        | Adil Çarçani (1922–1997) |                      | 15 stycznia 1982     | 23 listopada 1982    | PPSh              | 1                             |      |
| 24                                        | Adil Çarçani (1922–1997) | 23 listopada 1982    | 20 lutego 1987       | 2                    | PPSh              |                               |      |
| 24                                        | Adil Çarçani (1922–1997) | 20 lutego 1987       | 1 lutego 1989        | 3                    | PPSh              |                               |      |
| 24                                        | Adil Çarçani (1922–1997) | 2 lutego 1989        | 7 lipca 1990         | 4                    | PPSh              |                               |      |
| 24                                        | Adil Çarçani (1922–1997) | 8 lipca 1990         | 22 grudnia 1990      | 5                    | PPSh              |                               |      |
| 24                                        | Adil Çarçani (1922–1997) | 22 grudnia 1990      | 21 lutego 1991       | 6                    | PPSh              |                               |      |

### Republika Albanii(od 1991)
| #               | Imię i Nazwisko             | Portret          | Kadencja             | Kadencja             | Partia polityczna | Partia polityczna | Rząd |
| #               | Imię i Nazwisko             | Portret          | Od                   | Do                   | Partia polityczna | Partia polityczna | Rząd |
| --------------- | --------------------------- | ---------------- | -------------------- | -------------------- | ----------------- | ----------------- | ---- |
| Premier (1991-) |                             |                  |                      |                      |                   |                   |      |
| 25              | Fatos Nano (ur. 1952)       |                  | 22 lutego 1991       | 10 maja 1991         |                   | PPSh              | 1    |
| 25              | Fatos Nano (ur. 1952)       | 11 maja 1991     | 4 czerwca 1991       | 2                    |                   | PPSh              |      |
| 26              | Ylli Bufi (ur. 1948)        |                  | 11 czerwca 1991      | 6 grudnia 1991       |                   | PSSh              | •    |
| 27              | Vilson Ahmeti (ur. 1951)    |                  | 18 grudnia 1991      | 13 kwietnia 1992     |                   | Bezpartyjny       | •    |
| 28              | Aleksandër Meksi (ur. 1939) |                  | 19 kwietnia 1992     | 10 lipca 1996        |                   | PDSh              | 1    |
| 28              | Aleksandër Meksi (ur. 1939) | 11 lipca 1996    | 10 marca 1997        | 2                    |                   | PDSh              |      |
| 29              | Bashkim Fino (1962–2021)    |                  | 11 marca 1997        | 24 lipca 1997        |                   | PSSh              | •    |
| (25)            | Fatos Nano (ur. 1952)       |                  | 25 lipca 1997        | 28 września 1998     | 3                 | PSSh              |      |
| 30              | Pandeli Majko (ur. 1967)    |                  | 2 października 1998  | 25 października 1999 | 1                 | PSSh              |      |
| 31              | Ilir Meta (ur. 1969)        |                  | 28 października 1999 | 6 września 2001      | 1                 | PSSh              |      |
| 31              | Ilir Meta (ur. 1969)        | 6 września 2001  | 29 stycznia 2002     | 2                    |                   | PSSh              |      |
| (30)            | Pandeli Majko (ur. 1967)    |                  | 21 lutego 2002       | 31 lipca 2002        | 2                 | PSSh              |      |
| (25)            | Fatos Nano (ur. 1952)       |                  | 31 lipca 2002        | 7 września 2005      | 4                 | PSSh              |      |
| 32              | Sali Berisha (ur. 1944)     |                  | 7 września 2005      | 16 września 2009     |                   | PDSh              | 1    |
| 32              | Sali Berisha (ur. 1944)     | 16 września 2009 | 11 września 2013     | 2                    |                   | PDSh              |      |
| 33              | Edi Rama (ur. 1964)         |                  | 11 września 2013     | 13 września 2017     |                   | PSSh              | 1    |
| 33              | Edi Rama (ur. 1964)         | 13 września 2017 | 18 września 2021     | 2                    |                   | PSSh              |      |
| 33              | Edi Rama (ur. 1964)         | 18 września 2021 | nadal                | 3                    |                   | PSSh              |      |